# Cheryl Clarke
Cheryl L. Clarke (Washington DC, 16 de maig de 1947) és una poeta lesbiana, assagista, educadora i activista comunitària feminista negre estatunidenca que viu a Jersey City, Nova Jersey i Hobart, Nova York. És co-propietària amb la seva parella Barbara Balliet de la llibreria de segona mà i llibres rars Bleinheim Hill Books. Cheryl organitza cada estiu el Hobart Festival of Women Writers juntament amb la seva germana, la novel·lista Breena Clarke. Ha estudiat la literatura afroamericana, el feminisme lesbià negra i el moviment artístic negre dels Estats Units. Després de retirar-se de la docència universitària, ha continuat ensenyant a la Facultat de Graduats del Departament d'estudis de gènere de Rutgers, la Universitat Estatal de Nova Jersey i ha servit en la direcció de la Newark Pride Alliance.

## Infància, juventud i educació
Cheryl Clarke va néixer el 16 de maig de 1947 i era filla del militar James Sheridan Clarke i Edna Clarke a Washington D.C. La seva família era catòlica i descendia d'esclaus alliberats que havien emigrat a la capital dels Estats Units després de la Guerra Civil Estatunidenca. Els seus pares eren voluntaris civils i formaven part del Partit Demòcrata: James Clarke havia treballat per l'oficina dels estàndards nacionals i fou considerat com a alcalde del seu barri situat al nord-oest de Washington. Com que havia pogut experimentar les injustícies de les lleis Jim Crow, James i Edna van formar als seus fills per tal que tinguessin un sentit de la justícia social i creguessin en la importància de l'activisme polític.
Quan tenia 13 anys Clarke va participar en un piquet en una manifestació contra la segregació a la companyia Woolworth creient que era un acte rebel. La seva mare li va dir que no ho hauria d'haver fet i que havia de fer accions polítiques directes pel moviment dels drets civils. Als 16 anys els seus pares li van deixar anar a la marxa sobre Washington de 1963.
Clarke va estudiar en escoles parroquials del Districte de Colúmbia i el 1965 es va matricular a la Universitat Howard. El 1969 es va graduar en literatura anglesa. Després es va matricular a la Universitat Rutgers on es va obtenir un màster el 1980 i un doctorat el 2000. Ja a la dècada del 1970 va treballar com administrativa del serveis pels estudiants de la universitat. A Rutgers, Carke va ser una pionera perquè va programar un programa curricular que havia de fer que la universitat fos més accesible pels estudiants negres i LGBT. El 1992 va ser la primera directora del ''Diverse Community Affairs and Lesbian/Gay Concerns'', que posteriorment esdevindria el "Office for Social Justice Education and LGBT Communities" el 2004. Entre el 2009 i el 2013 fou degana d'estudiants del Campus Livingston de la universitat Rutgers fins que es va retirar de la docència universitària.

## Obra
Clarke és l'autora de quatre col·leccions de poesia: Narratives: Poems in the Tradition of Black Women (1981), Living as a Lesbian (1986), Humid Pitch (1989) i Experimental Love (1993).
Després també publicà After Meca - Women Poets and the Black Arts Movements (2005), el primer estudi que visibilitzava les contribucions de les dones negres en un camp en el que normalment es reconeixia nomes els homes i Days of Good Looks: Prose and Poetry, 1980-2005 (2006), una col·lecció que representava 25 anys d'obres publicades..
Clarke ha treballat com a editora en la publicació lesbiana Conditions i ha publicat en nombroses revistes, diaris i antologies com The Black Women's Issue (1979), This Bridge Called My Back: Writings by Radical Women of Color (1982), Home Girls: A Black Feminist Anthology (1984), The Black Scholar, The Kenyon Review, Feminist Review of Books, Belles Lettres i The Gay Community News. Hi ha articles icònics seus que s'han inclòs sovint en els currículums d'estudis de gèneres, estudis africanistes i estudis d'angles, per exemple, "Lesbianisme: an act of resistance" i "The Failure to Transform: Homophobia in the Black Community".

### “Lesbianism: an Act of Resistance” (1981)
Clarke va escriure "Lesbianism: an Act of Resistance", assaig que fou publicat originalment el 1981 en l'antologia feminista This Bridge Calledy My Back: Writings by Radical Women of Color. En aquest assaig desglosa els tipus de lesbianes que existeixen. També redefineix el lesbianisme com l'alliberació de totes les dones de la tirania heterosexual en sentit ideològic, polític i filosòfic. Defineix el lesbianisme com una resistència envers la tirania heterosexual masculina.

### “The Failure to Transform: Homophobia in the Black Community” (1983)
El 1983 va publicar el seu assaig "The Failure to Transform: Homophoba in the Black Comunity" dins del llibre Home Girls: A Black Feminist Anthology. Clarke argumenta que l'homofòbia no és única en la comunitat negra, si no que aquesta és indicativa d'una cultura homòfoba més general. Aquesta obra és dirigida als homes negres que, segons Clarke, perpetuen l'homofòbia i el supremacisme blanc americà. Concretament critica que els intel·lectuals negres han perpetuat l'homofòbia quan defensen la nació i la família negre condemnant les lesbianes negres. A més, Clarke afirma que les dones intel·lectuals negres han exclòs les lesbianes negres, denegant-els la feminitat, cosa que afirma que és una forma d'homofòbia per omissió. Segons Clarke, l'opressió i omissió de les lesbianes negres del moviment d'alliberació negra és contra-revolucionari i que la comunitat negra només pot trobar llibertat eliminant l'homofòbia.
Clarke conclou que els negres han d'eliminar l'homofòbia de la seva comunitat confrontant les actituds homòfobes i educant-se sobre els polítics LGTB..

## Comunitat i activisme
Clarke col·laborat en moltes organitzacions comunitàries com la New York Women Against Rape (1985), la New Jersey Women and AIDS Network, el Center for Lesbian and Gay Studies del CUNY Graduate Center i la Astraea Lesbian Foundation for Justice. És membre del Board of Directors of the Newark Pride Alliance, una organització civil pels drets LGBT de la ciutat de Newark, Nova Jersey. Viu i treballa a Jersey City, Nova Jersey.